# Gaetano de Martini

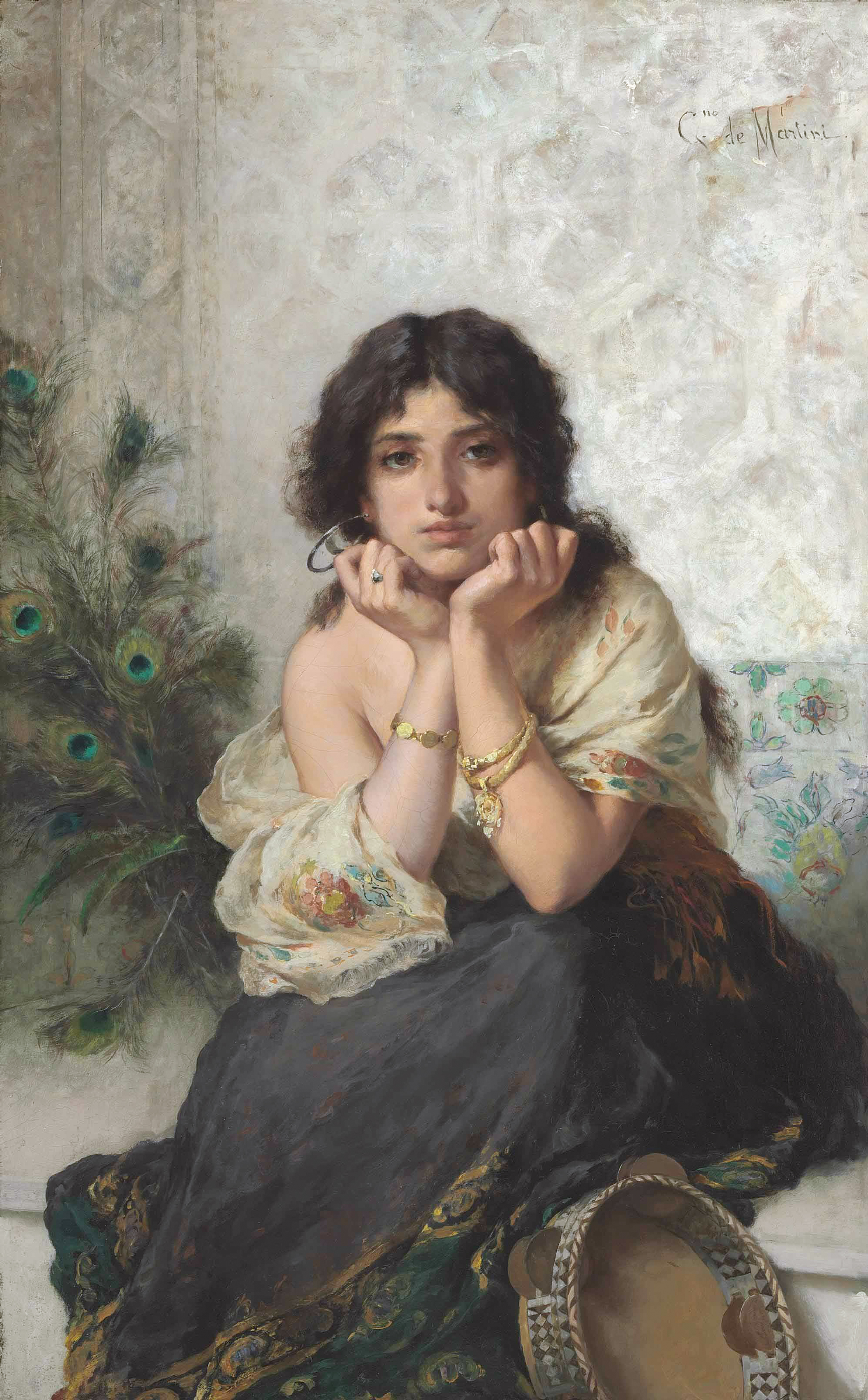
Donna con tamburo

Gaetano de Martini (Benevento, 28 de maio de 1840 – Nápoles, 9 de junho de 1917) foi um pintor italiano.
Filho de Girolamo e Pasqualina Gigli,  
Gaetano de Martini seguiu os estudos de engenharia e não começou a se dedicar à pintura antes dos vinte anos, frequentando a escola de Posillipo del Gigante e Vianelli em Benevento. Ele se mudou para Nápoles, especializando- se em pintura em aquarela, e depois estudou no estúdio de De Vivo e Mancinelli para aprender pintura de figuras. Seus estudos sofreram uma interrupção dramática em 1869 devido à morte de seu irmão Raffaele. 
Ele começou a se dedicar à pintura em 1880, sob a influência de Domenico Morelli, também em Nápoles. 
Martini foi casado com Luisa Garofalo, e tiveram dois filhos.

## Lista de obras
- Uma hora de ociosidade no spa (1874);
- O escravo e a amante (1876);
- Sonho (1877);
- Guardiões do harém (1877);
- Italiano em Yeddo (1877);
- Língua das flores (1877);
- Trimalcione (1880);
- Retrato de seu irmão Raffaele (1880);
- O cigano (1881);
- Patrícios e escravos romanos (1881);
- Retrato de sua irmã Maria (1881);
- Balada (1882);
- Como eu deveria te chamar? (1883);
- Coração de crianças (1883);
- Shadow (1889);
- Depois do banho (1889);
- Mercado de flores em Pompéia (1893);
- Segundo retrato de sua irmã Maria (1895);
- Baiadera (1898);
- O auto-retrato (1900)
- Retrato de Girolamo De Martini (1902);
- No jardim (1911);
- Cabeça de uma mulher (1912);
- Na janela (1912);
- Odaliscos no banheiro (sd);
- Oriental com sabre (sd);
- Rainha e profeta do leste (sd);
- Um profeta na presença de uma rainha (sd);
- Mulher com tambor (sd);